# Al-Fahd
Al-Fahd je borbeno oklopno vozilo napravljeno prema zahtjevima vojske Saudijske Arabije. Prvo je borbeno oklopno vozilo koje je dizajnirano i proizvedeno u Saudijskoj Arabiji. Proizvodi se u verziji s 8 kotača i može postići maksimalnu brzinu do 90 km/h. Vozilo je proizvedeno u tri inačice: AF-40-8-1 izveden kao oklopni transporter ili borbeno vozilo pješaštva i AF-80-8-2 borbeno oklopno vozilo (ujedno i vozilo za potporu).